# Spiro Xega
Spiro Xega (ur. 15 czerwca 1876 we wsi Opar k. Korczy, zm. 15 stycznia 1953) – albański malarz.

## Życiorys
Młodość spędził w Turcji, gdzie nauczył się rysunku i malarstwa. Po powrocie do Albanii przyłączył się do oddziału Çerçiza Topuliego, walczącego przeciwko Turkom i Grekom. W późniejszym okresie życia zajmował się drobnym handlem w Korczy.
Pierwsze obrazy Xegi powstały w czasie I wojny światowej. Malował głównie realistyczne portrety (Portret Skanderbega, 1931) i sceny rodzajowe o tematyce patriotycznej (Czeta Shahina Matraku, 1930). Dzieła Xegi znajdują się w zbiorach Narodowej Galerii Sztuki w Tiranie, a także w kolekcjach prywatnych.

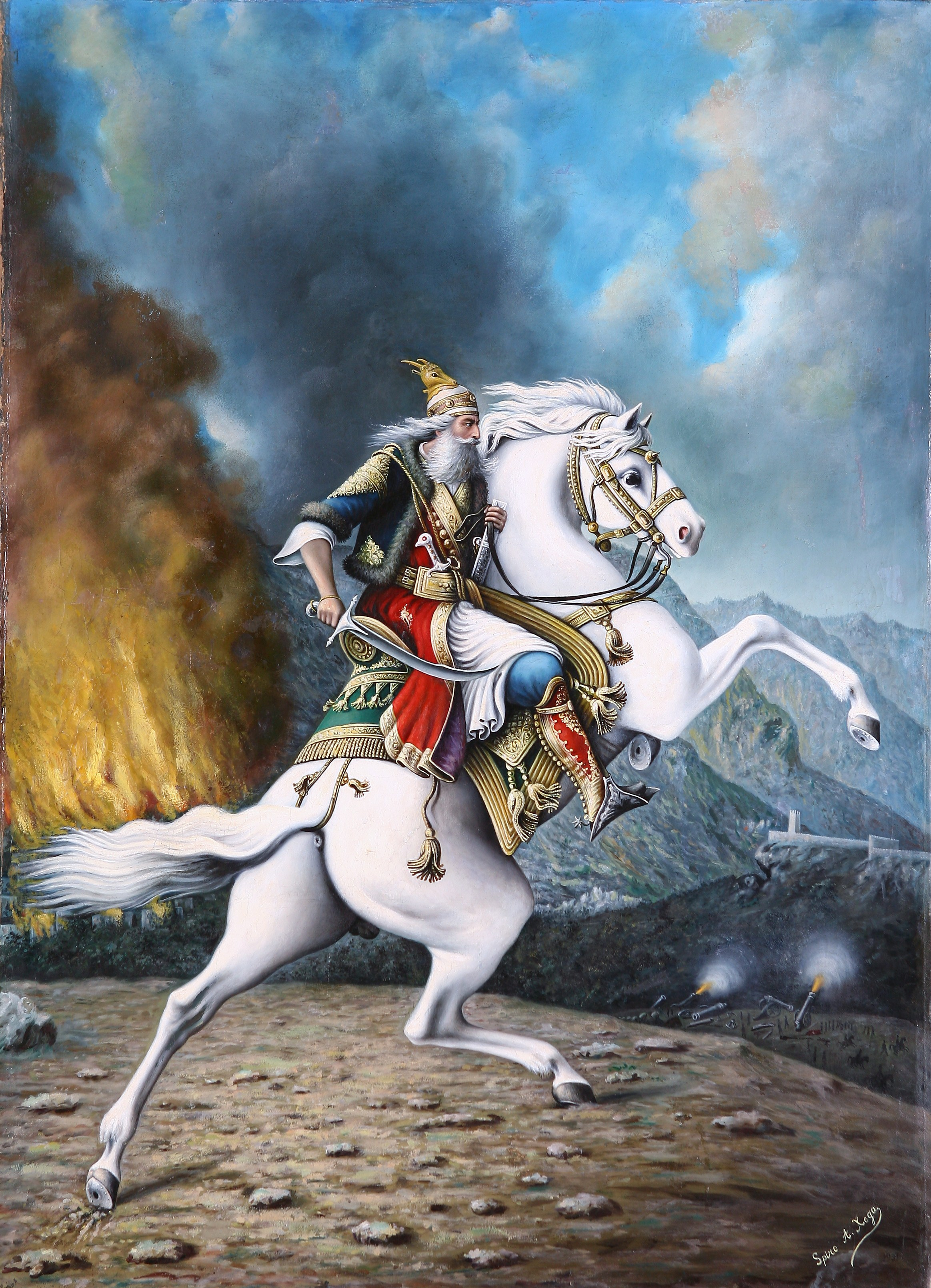
Spiro Xega, Portret Skanderbega (1931)